# David Assayag
David Assayag Neto (Parintins, 16 de janeiro de 1969) é um levantador de toadas brasileiro, um dos principais nomes do Festival Folclórico de Parintins no item levantador de toadas.

## Carreira
Filho de um marroquino com uma parintinense, David iniciou sua carreira cantando no Boi Caprichoso nos anos 1980, mas não chegou a ser item oficial. Foi um dos fundadores da Banda Canto da Mata, que, inicialmente, era neutra, não estando ligada a nenhum dos bois de Parintins. A Banda Canto da Mata foi posteriormente anexada ao Caprichoso. Em 1994, David Assayag torna-se o levantador oficial de toadas do Boi Garantido, onde permaneceu durante quinze anos.
Em 1996 junto com o Boi Garantido, escoou a toada "Vermelho" que foi um grande sucesso no Brasil e em Portugal.
No Boi Garantido, David teve o espaço que sempre quis para mostrar o seu talento, ganhou fama e tornou-se valorizado e foi reconhecido como a melhor voz do Amazonas. David Assayag foi o mentor e iniciou, em 2007, a Casa de Toadas, espaço onde recebe convidados e canta toadas novas e antigas dos bois de Parintins. 
Em 1997, recebeu do então presidente Fernando Henrique Cardoso, uma comenda federal que o homenageia como o "Cantor mais popular da região Norte". 
Em 2009, foi contratado pelo Boi Caprichoso retornando às origens, o que obviamente foi bastante polêmico e repercutiu intensamente na mídia amazonense.
Em 2012 foi homenageado pela Unidos do Alvorada, do carnaval de Manaus e estava como um dos homenageados do enredo da Grande Rio, sobre a superação.
Em 2020, após dez anos no Boi Caprichoso, anuncia que esta de volta ao Boi Garantido.

## Títulos por Boi
Garantido - 1997, 1999, 2000, 2001, 2002, 2004, 2005, 2006, 2009 e 2025 
Caprichoso - 2010, 2012, 2015, 2017 e 2018. 